# Гнатася
Гната́ся — гора в південно-східній частині масиву Чивчинських гір (Мармароський масив). Розташована на півдні Верховинського району Івано-Франківської області, на південний схід від села Буркут і на захід від села Сарати.
Відвідування вершини без спеціального дозволу — заборонене.
Висота 1766,5 м (за іншими даними — 1769 м). Схили стрімкі (особливо західні), місцями скелясті. Вершина і привершинна частина незаліснена.
На північний захід розташовані гори: Палениця (1750 м), Команова (1734 м), Коман (1723,6 м). Через вершину проходить українсько-румунський кордон.
Гнатася вважається найпівденнішою вершиною Українських Карпат.
На південно-східних схилах гори бере початок струмок Минчель, лівий доплив Перкалабу.

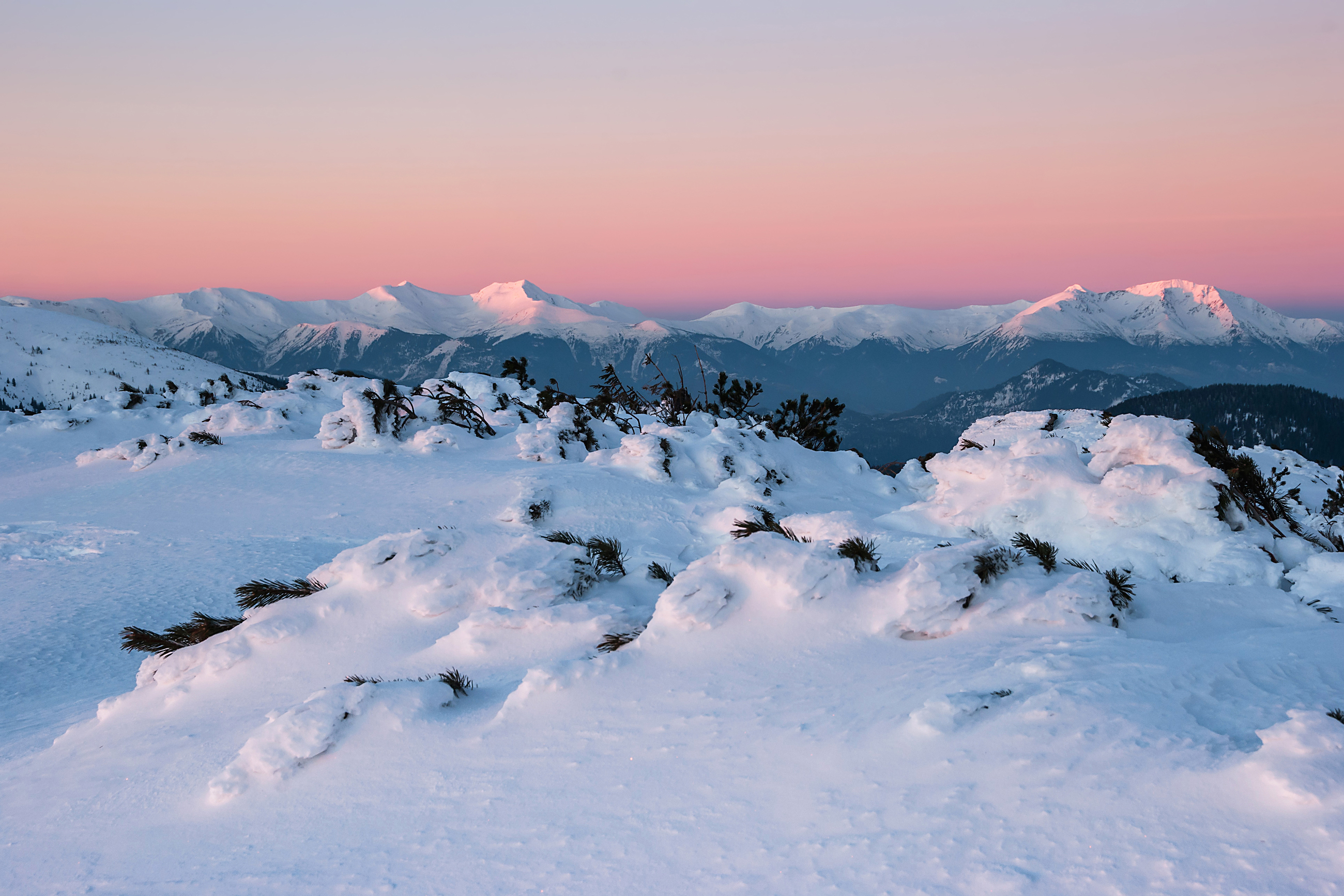
На вершині гори взимку. Вид на південний схід